# Digonogastra cameroni (Brethes)
Digonogastra cameroni is een insect dat behoort tot de orde vliesvleugeligen (Hymenoptera) en de familie van de schildwespen (Braconidae). De wetenschappelijke naam van de soort werd voor het eerst geldig gepubliceerd door de Franse entomoloog Juan Brèthes in 1913 als Iphiaulax cameroni.